# صفحه نمایش بریل

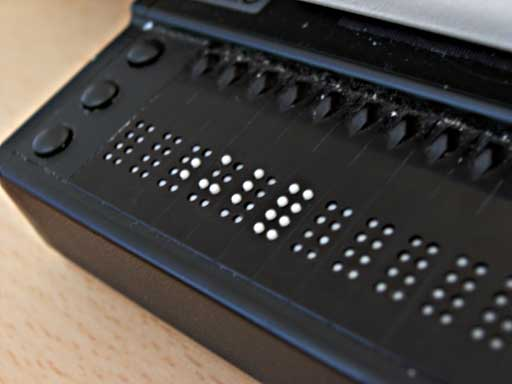
صفحه نمایش بریل

صفحه نمایش بریل یا پایانه بریل یک دستگاه الکترومکانیک است که کاراکترهای بریل را معمولاً با استفاده از نقطه‌هایی که در سوراخی بالا و پایین می‌روند نشان می‌دهد. نابینایانی که از رایانه استفاده می‌کنند و نمی‌توانند از مانیتورهای معمولی استفاده کنند می‌توانند از این وسیله یا از متن به صدا یا هردو بهره ببرند. 